# TSG 1899 Hoffenheim (femenino)
El TSG 1899 Hoffenheim Frauen es la sección de fútbol femenino del TSG 1899 Hoffenheim, con base en el pueblo de Hoffenheim en Baden-Wurtemberg, Alemania. Fue fundado en 2007 y desde la temporada 2013-14 juega en la Bundesliga Femenina.

## Historia
El club fue fundado en 2007, y rápidamente ascendió desde  las divisiones inferiores a la Bundesliga. Juega de local en el Dietmar Hopp Stadion.

## Palmarés
| Competición nacional   | Títulos                              | Subcampeonatos |
| ---------------------- | ------------------------------------ | -------------- |
| Segunda división (1/1) | 2012-13                              | 2011-12        |
| Tercera división (1/0) | 2009-10 (Regionalliga Süd)           |                |
| Cuarta división (1/0)  | 2008-09 (Oberliga Baden-Württemberg) |                |
| Quinta división (1/0)  | 2007-08 (Verbandsliga Baden)         |                |